# Флёри (Од)
Флёри́ (фр. Fleury) — коммуна во Франции, находится в регионе Лангедок — Руссильон. Департамент коммуны — Од. Входит в состав кантона Курсан. Округ коммуны — Нарбонна.
Код INSEE коммуны — 11145.

## Население
Население коммуны на 2008 год составляло 3162 человека.
| 1962 | 1968 | 1975 | 1982 | 1990 | 1999 | 2008 |
| ---- | ---- | ---- | ---- | ---- | ---- | ---- |
| 2014 | 2030 | 1877 | 2027 | 2264 | 2547 | 3162 |

## Экономика
В 2007 году среди 1902 человек в трудоспособном возрасте (15—64 лет) 1166 были экономически активными, 736 — неактивными (показатель активности — 61,3 %, в 1999 году было 63,3 %). Из 1166 активных работали 970 человек (539 мужчин и 431 женщина), безработных было 196 (86 мужчин и 110 женщин). Среди 736 неактивных 106 человек были учащимися или студентами, 385 — пенсионерами, 245 были неактивными по другим причинам.

## Фотогалерея

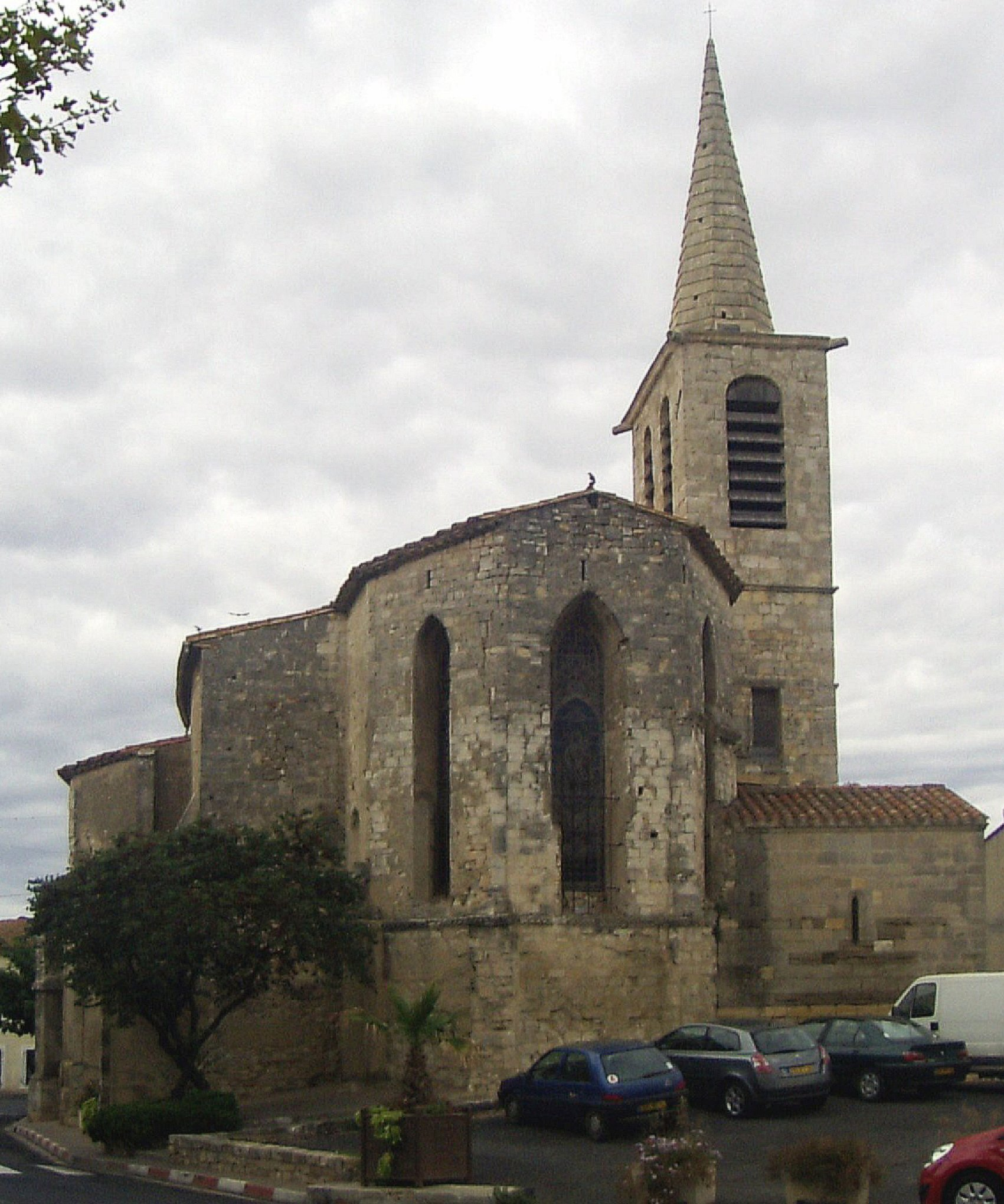
Церковь Сен-Мартен
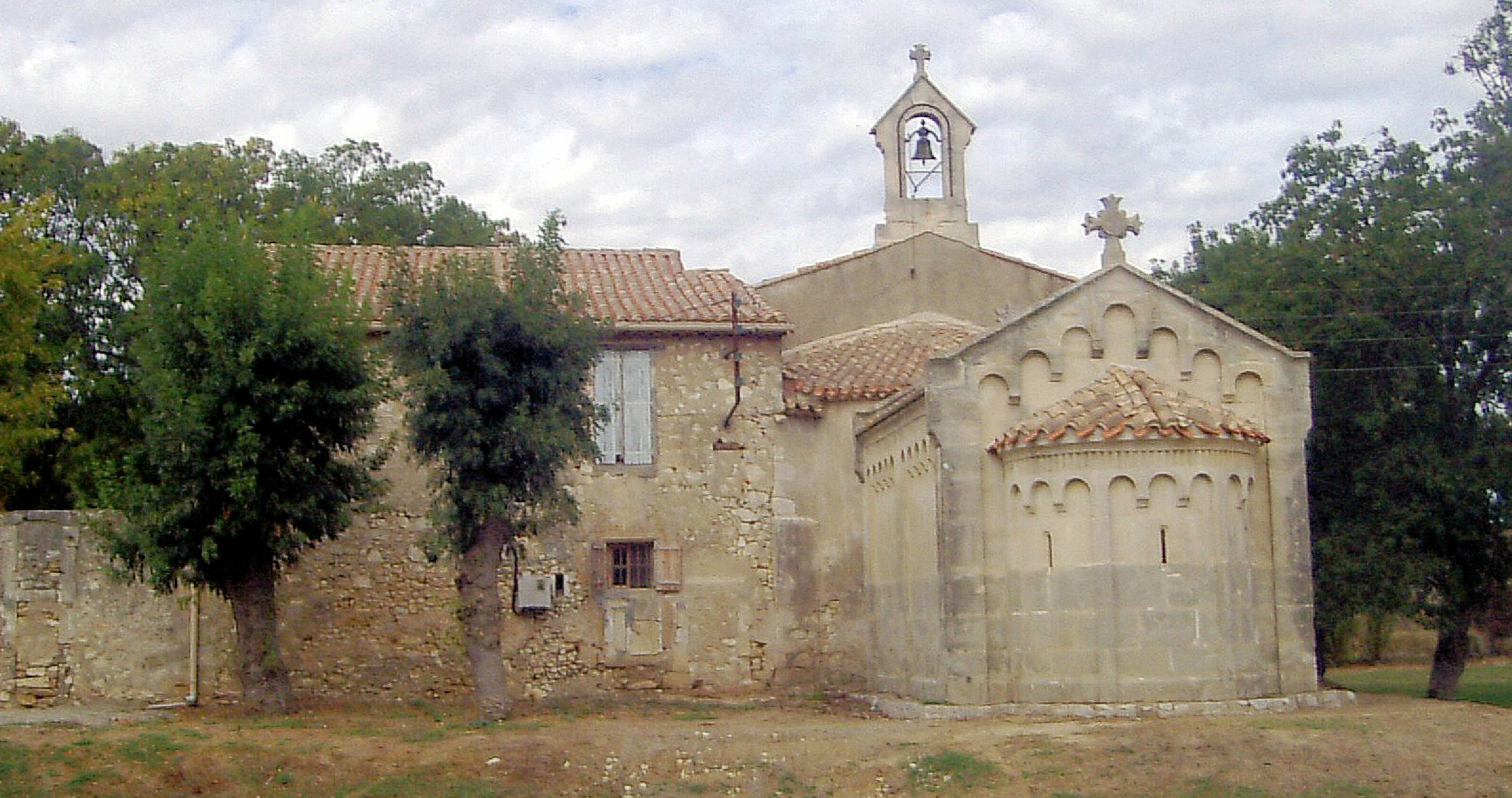
Часовня Нотр-Дам-де-Льес